# Barrgnomspindel
Barrgnomspindel (Tapinocyba pallens) är en spindelart som först beskrevs av O. Pickard-Cambridge 1872.  Barrgnomspindel ingår i släktet Tapinocyba och familjen täckvävarspindlar. Arten är reproducerande i Sverige. Inga underarter finns listade.